# Éliézer Ntambwe
Éliézer Ntambwe, né le 3 juillet 1972 à Kalungu, est un journaliste, producteur et animateur de télévision congolais. Il est ministre délégué en charge des Anciens combattants près du ministre de la Défense depuis août 2025, et député national de la circonscription de Lukunga à Kinshasa depuis 2019. Il est membre de la plateforme politique.

## Biographie

### Parcours médiatique
Éliezer Ntambwe s'est fait connaître en tant que journaliste et animateur de l'émission télévisée « Tokomi wapi », diffusée sur plusieurs chaines de télévision en République démocratique du Congo. Cette émission, axée sur l'analyse des faits sociaux et politiques, donne la parole à divers acteurs de la société congolaise et est reconnue pour son ton critique envers les autorités en place. Elle atteint une audience quotidienne significative sur internet, avec des visionnages allant de 40 000 à 60 000 par jour . 

### Engagement politique
En 2018, Éliezer Ntambwe est élu député national dans la circonscription de Lukunga à Kinshasa, sous la bannière de la plateforme Lamuka,. Il est réélu lors des élections législatives de 2023,. En tant que parlementaire, il s'est notamment illustré en appelant à la convocation d'une session extraordinaire de l'Assemblée nationale pour discuter de la situation sécuritaire dans l'est du pays, confronté aux attaques du groupe armé M23.
En août 2025, il rejoint le gouvernement Suminwa II, étant nommé ministre délégué en charge des Anciens combattants auprès du ministre de la Défense, Guy Kabombo Mwadiamvita.

## Controverses

### Arrestation en 2018
Le 2 avril 2018, Éliezer Ntambwe est arrêté à son bureau par des agents du parquet, suite à une plainte pour diffamation déposée par le gouverneur du Kasaï-Oriental, Alphonse Ngoyi Kasanji. Cette plainte faisait suite à un reportage diffusé dans l'émission « Tokomi wapi? », concernant une affaire d'extorsion de diamant impliquant le gouverneur. Éliezer Ntambwe est détenu à la prison centrale de Makala jusqu'à sa libération le 11 avril 2018, après le retrait de la plainte par le gouverneur. Il est également suspendu de toute activité professionnelle pendant 45 jours par l'Union nationale de presse du Congo (UNPC) pour manquement à la déontologie journalistique en lien avec cette affaire. 

### Accusations de discrimination en 2025
En janvier 2025, des associations de personnes vivant avec un handicap déposent une plainte contre Éliezer Ntambwe, l'accusant de dénigrement et d'entrave aux actions de leur ministère. Ntambwe rejette ces accusations, affirmant entretenir de bonnes relations avec les personnes vivant avec un handicap et s'être toujours battu pour leurs droits . 

## Initiatives sociales
En 2019, Éliezer Ntambwe lance l'association RDC-Monde, visant à mobiliser la diaspora congolaise pour contribuer au développement du pays. L'association, apolitique, est dirigée par Pauline Lumumba, nièce de Patrice Lumumba, et vise à renforcer la participation de la diaspora aux initiatives de développement en RDC . 